# Șciuciînți, Jmerînka
Șciuciînți (în ucraineană Щучинці) este un sat în comuna Jukivți din raionul Jmerînka, regiunea Vinnița, Ucraina.

## Demografie
Componența lingvistică a localității Șciuciînți
     Ucraineană (98,58%)
     Rusă (1,42%)
Conform recensământului din 2001, majoritatea populației localității Șciuciînți era vorbitoare de ucraineană (98,58%), existând în minoritate și vorbitori de rusă (1,42%).